# Dafne Schippers
Dafne Schippers (n. 15 iunie 1992, Utrecht, Utrecht, Țările de Jos) este o atletă ce a reprezentat Țările de Jos, medaliată olimpică. A participat la trei ediții ale Jocurilor Olimpice (2012, 2016, 2020) în care a câștigat o medalie de argint în proba de 200 de metri. În anii 2015 și 2017 a devenit campioană mondială.

## Palmares
| An   | Competiție                      | Locație                    | Loc | Eveniment | Note   |
| ---- | ------------------------------- | -------------------------- | --- | --------- | ------ |
| 2009 | Campionatul European de Juniori | Novi Sad, Serbia           | 4   | heptatlon | 5507   |
| 2010 | Campionatul Mondial de Juniori  | Moncton, Canada            | 3   | 4 × 100 m | 44,09  |
| 2010 | Campionatul Mondial de Juniori  | Moncton, Canada            | 1   | heptatlon | 5967   |
| 2011 | Campionatul European în sală    | Paris, Franța              | 11  | 60 m      | 7,30   |
| 2011 | Campionatul European de Juniori | Tallinn, Estonia           | 1   | heptatlon | 6153   |
| 2011 | Campionatul Mondial             | Daegu, Coreea de Sud       | 9   | 200 m     | 22,92  |
| 2011 | Campionatul Mondial             | Daegu, Coreea de Sud       | 8   | 4 × 100 m | 43,44  |
| 2012 | Campionatul Mondial în sală     | Istanbul, Turcia           | 10  | 60 m      | 7,25   |
| 2012 | Campionatul European            | Helsinki, Finlanda         | 5   | 200 m     | 23,53  |
| 2012 | Campionatul European            | Helsinki, Finlanda         | 2   | 4 × 100 m | 42,80  |
| 2012 | Jocurile Olimpice               | Londra, Marea Britanie     | 6   | 4 × 100 m | 42,70  |
| 2012 | Jocurile Olimpice               | Londra, Marea Britanie     | 11  | heptatlon | 6324   |
| 2013 | Campionatul European în sală    | Göteborg, Suedia           | 4   | 60 m      | 7,14   |
| 2013 | Campionatul European de Tineret | Tampere, Finlanda          | 1   | 100 m     | 11,13  |
| 2013 | Campionatul European de Tineret | Tampere, Finlanda          | 4   | 4 × 100 m | 44,18  |
| 2013 | Campionatul European de Tineret | Tampere, Finlanda          | 3   | lungime   | 6,59 m |
| 2013 | Campionatul Mondial             | Moscova, Rusia             | 3   | heptatlon | 6477   |
| 2014 | Campionatul Mondial în sală     | Sopot, Polonia             | 10  | 60 m      | 7,18   |
| 2014 | Campionatul European pe Echipe  | Braunschweig, Germania     | 1   | 200 m     | 22,74  |
| 2014 | Campionatul European pe Echipe  | Braunschweig, Germania     | 1   | 4 × 100 m | 42,95  |
| 2014 | Campionatul European            | Zürich, Elveția            | 1   | 100 m     | 11,12  |
| 2014 | Campionatul European            | Zürich, Elveția            | 1   | 200 m     | 22,03  |
| 2014 | Campionatul European            | Zürich, Elveția            | 8   | 4 × 100 m | NT     |
| 2014 | Cupa Continentală               | Marrakech, Maroc           | 3   | 100 m     | 11,26  |
| 2014 | Cupa Continentală               | Marrakech, Maroc           | 1   | 200 m     | 22,30  |
| 2015 | Campionatul European în sală    | Praga, Cehia               | 1   | 60 m      | 7,05   |
| 2015 | Campionatul Mondial             | Beijing, China             | 2   | 100 m     | 10,81  |
| 2015 | Campionatul Mondial             | Beijing, China             | 1   | 200 m     | 21,63  |
| 2015 | Campionatul Mondial             | Beijing, China             | —   | 4 × 100 m | DS     |
| 2016 | Campionatul Mondial în sală     | Portland, Statele Unite    | 2   | 60 m      | 7,04   |
| 2016 | Campionatul European            | Amsterdam, Țările de Jos   | 1   | 100 m     | 10,90  |
| 2016 | Campionatul European            | Amsterdam, Țările de Jos   | 1   | 4 × 100 m | 42,04  |
| 2016 | Jocurile Olimpice               | Rio de Janeiro, Brazilia   | 5   | 100 m     | 10,90  |
| 2016 | Jocurile Olimpice               | Rio de Janeiro, Brazilia   | 2   | 200 m     | 21,88  |
| 2016 | Jocurile Olimpice               | Rio de Janeiro, Brazilia   | 10  | 4 × 100 m | 42,88  |
| 2017 | Ștafetele Mondiale              | Nassau, Bahamas            | 4   | 4 × 100 m | 43,11  |
| 2017 | Campionatul European pe Echipe  | Lille, Franța              | 5   | 4 × 100 m | 43,56  |
| 2017 | Campionatul Mondial             | Londra, Marea Britanie     | 3   | 100 m     | 10,96  |
| 2017 | Campionatul Mondial             | Londra, Marea Britanie     | 1   | 200 m     | 22,05  |
| 2017 | Campionatul Mondial             | Londra, Marea Britanie     | 8   | 4 × 100 m | 43,07  |
| 2018 | Campionatul Mondial în sală     | Birmingham, Marea Britanie | 5   | 60 m      | 7,10   |
| 2018 | Campionatul European            | Berlin, Germania           | 3   | 100 m     | 10,99  |
| 2018 | Campionatul European            | Berlin, Germania           | 2   | 200 m     | 22,14  |
| 2018 | Campionatul European            | Berlin, Germania           | 2   | 4 × 100 m | 42,15  |
| 2018 | Cupa Continentală               | Ostrava, Cehia             | 4   | 100 m     | 11,23  |
| 2018 | Cupa Continentală               | Ostrava, Cehia             | 2   | 200 m     | 22,28  |
| 2019 | Campionatul European în sală    | Glasgow, Marea Britanie    | 2   | 60 m      | 7,14   |
| 2019 | Campionatul Mondial             | Doha, Qatar                | 8   | 100 m     | NS     |
| 2021 | Ștafetele Mondiale              | Chorzów, Polonia           | 3   | 4 × 100 m | 44,10  |
| 2021 | Jocurile Olimpice               | Tokio, Japonia             | 17  | 200 m     | 23,03  |
| 2021 | Jocurile Olimpice               | Tokio, Japonia             | 8   | 4 × 100 m | NT     |